# Tang Jingzhi
Tang Jingzhi (n. 15 septembrie 1986, Hangzhou, Republica Populară Chineză) este o înotătoare ce a reprezentat Republica Populară Chineză, medaliată olimpică. A participat la o ediție a Jocurilor Olimpice (2008) în care a câștigat o medalie de argint.